# بيفل بافلوف (مصارع رياضي)
بيفل بافلوف (بالبلغارية: Павел Павлов)‏ هو مصارع رياضي بلغاري، ولد في 9 يونيو 1953 في Kostinbrod ‏ في بلغاريا.

## وصلات خارجية
- بيفل بافلوف على موقع قاعدة بيانات المصارعة الدولية (الإنجليزية)
- بيفل بافلوف على موقع أوليمبيديا (الإنجليزية)